# Домінік Потоцький
Домінік Потоцький (пом. близько 14 грудня 1683, Стара Любовня, нині Словаччина) — польський шляхтич, військовик та урядник Республіки Обох Націй (Речі Посполитої).

## Життєпис
Син Миколая Потоцького-«ведмежої лаби» та його другої дружини Ельжбети з Казановских (донька Марціна Казановского).
Брав участь у виправі під Чуднів 1660 р., битві під П'яткою 14 жовтня. 22 січня 1665 р. Галицький сеймик вибрав його одним з чотирьох кандидатів на підкоморія. Посол Галицької землі на 1-й надзвичайний сейм. 1668 р. під час безкоролів'я був депутатом до каптурових судів Галицької землі. Посол Галицької землі на сейм виборний 1669 р. Близько 1669 р. став хмільницьким старостою. Ротмістр козацької корогви в 1660-х роках, мав її у 1667 р., командував до смерті. Брав з нею участь у виправі на Україну Яна Собєского 1671 р. Посол Галицької землі на звичайний сейм 1672 р. Брав участь у Хотинській капманії 1673 р. як королівський ротмістр на чолі своєї корогви (80 коней). Вибрав короля Яна ІІІ, віддав голос разом з Руського воєводством. Посол на коронаційний сейм 1676 р. 1677 р. депутат Галицької землі щодо справ скарбниці. 1680 р. став галицьким підкоморієм. Посол від Галицької землі у 1681, 1683 р. Брав участь у Віденській кампанії (його корогва залишилася вдома). 19 вересня 1683 р. став надвірним короним підскарьієм. Невдовзі почав хворіти, помер у Любовлі (Спиш) у дорозі додому.
Дідич: «ключі» Богородчани, Тисмениця (отримав після смерти брата Якуба) з прилеглими селами.
Дружина — Констанція з Трусколаских, підкоморянка галицька, вдова сяноцького хорунжого Стефана Каковского. Після смерти чоловіка у 1691 р. підписала дарчу грамоту для монастиря домініканців у Богородчанах. Діти:
- Якуб
- Александра
- Йоанна — дружина волинського каштеляна Вацлава Вельгорського
- Анна — бенедиктинка, абатиса в монастирі Всіх Святих у Львові.